# Leszek Cieński
Leszek Cieński herbu Pomian (ur. 25 maja 1851 w Oknie k. Horodenki, zm. 29 stycznia 1913 w Abacji) – poseł do Sejmu krajowego Galicji VII, VIII i IX kadencji w latach 1897-1913.
Był synem Ludomira Cieńskiego i  Magdaleny Jordan (1825-1902), bratem Stanisława oraz Tadeusza. Został wybrany  posłem z okręgu kołomyjskiego 30 lipca 1897 na miejsce Stanisława Dzieduszyckiego, który zrezygnował z mandatu po pierwszej sesji. Wybierany został na kolejną kadencję w 1901 i raz jeszcze w 1908 na IX kadencję sejmu, w trakcie trwania której zmarł przed ostatnią sesją, na której jego miejsce zajął Leon Puzyna.
Pogrzeb był zaplanowany na czwartek 6 lutego w Oknie.